# Paus Innocentius X
Paus Innocentius X, geboren als Giovanni Battista Pamphili (Rome, 6 mei 1574 – aldaar, 7 januari 1655) was paus van 15 september 1644 tot 7 januari 1655. Deze paus stond bekend om zijn nepotisme.
Giambattista Pamphili werd benoemd tot nuntius in Napels in 1621. Enige jaren later kreeg hij deze functie in Madrid (1626).
De pausverkiezing duurde lang. Zijn benoeming werd gedwarsboomd door kardinaal Mazarin. Innocentius X wordt beschouwd als een zwakke figuur die zich liet overheersen door zijn schoonzuster Olimpia Maidalchini. Hij protesteerde tegen de Vrede van Westfalen die tot stand kwam buiten de paus om. Op zijn bevel werd de stad Castro (Latium) aan het meer van Bolsena met de grond gelijk gemaakt. Onder zijn pontificaat valt de veroordeling van Cornelius Jansenius vanwege de kwestie van diens vijf stellingen, door de bul Cum occasione (31 mei 1653).
Hij liet Gian Lorenzo Bernini het interieur van de Sint-Pieter veranderen en gaf hem opdracht tot de bouw van de beroemde colonnade. De schilder Jan Baptist Weenix viel erg bij hem in de smaak en de paus smeekte Weenix om voor hem te komen werken. Deze allesbehalve vrome kerkvader werd in 1650 geschilderd door Diego Velázquez. In zijn laatste uren werden de pauselijke vertrekken leeggehaald door zijn bemoeizuchtige schoonzus Olimpia Maidalchini. Hij lag drie dagen dood, voordat iemand zich om hem bekommerde. De gierige schoonzuster weigerde aan de teraardebestelling mee te betalen.